# Ефіопський бир
Ефіопський бир або Етіопський бир (амх. ብር bər, англ. Ethiopian Birr) — грошова одиниця Ефіопії з 1976 року.
1 ефіопський бир = 100 центів. У грошовому обігу перебувають банкноти номіналом в 1, 5, 10, 20, 50 і 100 бирів, а також монети номіналом в 1 бир та 1, 5, 10, 25, 50 центів.
Емісію здійснює Національний банк Ефіопії. Міжнародне позначення валюти — ЕТВ.

## Історія

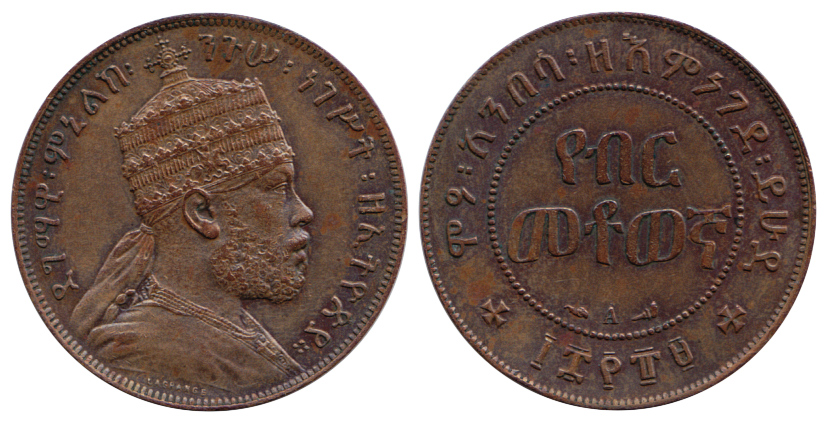
Монета 1/100 талеру (биру) імператора Менеліка II, 1897 р.

На території Ефіопії перші власні монети чеканилися в Аксумському царстві, починаючи з II та закінчуючи XI століттям. Потім до початку XIX століття випуск власних грошей не здійснювався. Використовувалися візантійські монети, монети Арабського халіфату та інших ісламських держав, а також бруски солі, так звані «амоль».
У 1807–1886 роках власні монети карбував султан Харера. Іноді у XIX столітті на монетах інших країн робилися локальні надчеканки.
З 1894 року поряд із срібними талерами Марії Терезії, що були до цього в обігу, у якості національних грошей стали випускатися срібні монети «талара» або «талери Менеліка», які майже не відрізнялися від талерів Марії Терезії.
У 1935 році після окупації Ефіопії Італією у якості грошової одиниці була введена італійська ліра. Після вступу в 1940 році англійських військ було відновлено обіг талара і введені, як законний платіжний засіб, східноафриканські шилінги. Законом від 29 травня 1945 року грошовою одиницею було затверджено ефіопський долар, рівний 100 центам.
З 21 вересня 1976 року введено нове найменування грошової одиниці — бир = 100 центам. Банкноти в ефіопських доларах підлягали обміну на нові банкноти в бирах за співвідношенням 1:1 до січня 1977 року.
Вивезення національної валюти з Ефіопії обмежене.

## Опис

### Банкноти
Банкноти випускалися наступними випусками:
| Випуск | Номінали                 |
| ------ | ------------------------ |
| 1976   | 1, 5, 10, 50 і 100 бирів |
| 1991   | 1, 5, 10, 50 і 100 бирів |
| 1997   | 1, 5, 10, 50 і 100 бирів |
| 2003   | 1, 5, 10, 50 і 100 бирів |
| 2006   | 1, 10, 50, 100 бирів     |

У нинішній час в обігу перебувають банкноти номіналом 1, 5, 10, 20, 50 і 100 бирів 1997, 2000, 2003, 2004 та 2006 років випуску. Банкноти усіх серій до 1997 року анульовані.
| Серія 1997–2006 років | Серія 1997–2006 років | Серія 1997–2006 років | Серія 1997–2006 років | Серія 1997–2006 років | Серія 1997–2006 років       | Серія 1997–2006 років             | Серія 1997–2006 років        |
| Зображення            | Зображення            | Номінал (бирів)       | Розміри (мм)          | Основні кольори       | Опис                        | Опис                              | Роки друку                   |
| Аверс                 | Реверс                | Номінал (бирів)       | Розміри (мм)          | Основні кольори       | Аверс                       | Реверс                            | Роки друку                   |
| --------------------- | --------------------- | --------------------- | --------------------- | --------------------- | --------------------------- | --------------------------------- | ---------------------------- |
|                       |                       | 1                     | 60 х 135              | сірий, жовтий         | Усміхнений хлопчик          | Водоспад, птахи                   | 1997, 2000, 2003, 2006       |
|                       |                       | 5                     | 65 х 140              | сірий, блакитний      | Чоловік, що збирає каву     | гвинторога антилопа-куду, леопард | 1997, 2000, 2003, 2006       |
|                       |                       | 10                    | 67 х 142              | коричневий, рожевий   | Дівчина, що плете циновку   | Трактор у полі                    | 1997, 2000, 2003, 2006       |
|                       |                       | 50                    | 70 х 145              | помаранчевий, жовтий  | Селяний, що оре поле волами | Палац Фасиліада у Гондері         | 1997, 2000, 2004, 2006       |
|                       |                       | 100                   | 72 х 147              | зелений, сірий        | Селяний, що оре поле волами | Вчений, що дивиться у мікроскоп   | 1997, 2000, 2003, 2004, 2006 |

#### Випуск 2020
14 вересня 2020 року прем'єр-міністр Ефіопії оголосив про введення в обіг нових банкнот номіналом 10, 50, 100 і 200 бирів, причому останні були випущені в обіг для задоволення потреб у випуску банкнот високого номіналу в зв'язку з інфляцією. Старі випуски банкнот номіналом 10, 50 і 100 бирів вийшли з обігу в грудні.
| Серія 2020 року | Серія 2020 року | Серія 2020 року | Серія 2020 року | Серія 2020 року | Серія 2020 року              | Серія 2020 року                       | Серія 2020 року |
| Зображення      | Зображення      | Номінал (быров) | Розміри (мм)    | Основні кольори | Опис                         | Опис                                  | Роки друку      |
| Аверс           | Реверс          | Номінал (быров) | Розміри (мм)    | Основні кольори | Реверс                       | Оборотная сторона                     | Роки друку      |
| --------------- | --------------- | --------------- | --------------- | --------------- | ---------------------------- | ------------------------------------- | --------------- |
| [ 5 ]           | [ 5 ]           | 10              |                 | Зелений         | Збір урожаю кави, верблюд    | Чотири людини                         | 2020            |
| [ 6 ]           | [ 6 ]           | 50              |                 | Червонуватий    | Трактор                      | Фабрика                               | 2020            |
| [ 7 ]           | [ 7 ]           | 100             |                 | Синій           | Фотеця Енкулал Гемб (Гондар) | Печери Соф Омар; Міські ворота, Харар | 2020            |
| [ 5 ]           | [ 5 ]           | 200             |                 | Фіолетовий      | Голуб                        | Гірський цап                          | 2020            |

### Монети
Аверси ефіопських монет усіх номіналів прикрашені стилізованим зображенням голови лева, яка обрамлена написом мовою амхара.
На реверсі монети номіналом в 1 цент вміщено зображення селянина, що оре землю на двох волах, реверс монети номіналом у 5 центів містить зображення озброєного ефіопа, на зворотному боці монети у 10 центів зображена вилорога антилопа, а реверс монети вартістю 25 центів прикрашений зображенням чоловіків та жінок, які танцюють національний танець з піднятими руками. На реверсі монети номіналом у 50 центів поміщена композиція, що складається з п'яти людських фігур.
Монета номіналом 1 цент виготовлена з алюмінію, монети номіналом в 5 і 10 центів — з мідно-цинкового сплаву, монети в 25 і 50 центів — з мідно-нікелевого сплаву. Монети двох останніх номіналів мають рифлений гурт, для решти характерний гладкий гурт. Дати карбування вказані за ефіопським календарем, який відстає від західного на 8 років.